# Гусаков, Дмитрий Вячеславович
Дми́трий Вячесла́вович Гусако́в (15 февраля 1971, Архангельск — 15 января 2014, там же) — российский политический и общественный деятель, депутат Государственной думы четвёртого созыва (2003—2007) от Архангельской области, член фракции партии «ЛДПР» и комитета Государственной думы по культуре.

## Биография
После окончания с отличием в 1993 году философского факультета Санкт-Петербургского государственного университета он работал в архангельской газете «Вечерний звон», являлся её главным редактором.
В 1991 году Гусаков вступил в ЛДПР (имел партийный билет № 3) и начал активную политическую деятельность, впоследствии получив пост руководителя Архангельской региональной организации ЛДПР. В 1996 году он также баллотировался в депутаты Архангельского городского совета, но по итогам выборов в состав представительного органа не прошел.
В 1995 году на него было совершено покушение — неизвестный напал на Гусакова и нанёс ему три удара топором по голове. Несмотря на тяжёлое ранение, ему удалось выжить и вскоре вернуться к активной работе.
В период с 1998 по 1999 год работал в Управлении делами администрации Архангельской области. А в 1999 году, после окончания Северо-Западной академии государственной службы, был назначен начальником управления Центрального Аппарата ЛДПР по Северо-Западу России. В том же году он возглавляет Архангельский региональный общественный фонд содействия занятости населения и социальной поддержки безработных «Достоинство».
В 2000 году становится первым заместителем руководителя Центрального Аппарата ЛДПР, получает статус члена Высшего Совета ЛДПР, а уже в 2001 году занимает должность председателя Центральной Контрольной Комиссии ЛДПР.
В том же 2001 году он был избран депутатом Архангельского городского Совета. Работал в комиссии по культуре, спорту и СМИ, которую возглавлял его брат Юрий Гусаков.
В 2003 году был избран депутатом Государственной Думы Федерального Собрания Российской Федерации четвёртого созыва от избирательного объединения «Либерально-демократическая партия России». Входил в состав фракции ЛДПР, Комитета Государственной думы по культуре и Комиссии Государственной думы по рассмотрению расходов федерального бюджета, направленных на обеспечение обороны и государственной безопасности Российской Федерации. После окончания срока полномочий Гусаков отошёл от активной политической деятельности.
Являлся автором учебника по избирательным технологиям «Наука побеждать по-жириновски».
Дмитрий Гусаков ратовал за культурное наследие и историю Севера. В частности, на железнодорожной станции Коноша (Архангельская область) за свой счёт установил мемориальную доску, которая повествует о ссылке будущего нобелевского лауреата Иосифа Бродского в Коношском районе Архангельской области.
Дмитрий Гусаков скончался 15 января 2014 года в первой городской больнице Архангельска после продолжительной болезни. Похоронен в Архангельске на Кузнечевском (Вологодском) кладбище.

## Семья
- Мать — Гусакова Зинаида Соломоновна (род. 1941)[6].
- Брат — Гусаков Юрий Вячеславович (род. 5 апреля 1963 года) — российский политический деятель, депутат Архангельского областного Собрания депутатов четвертого созыва и Архангельского городского совета, экс-министр сельского хозяйства Архангельской области[7][8]